# أوغوري (فوكوكا)
مدينة أوغوري (بالإنجليزية: Ogōri) هي أحد المدن التابعة لمحافظة فوكوكا. تأسست رسميًا في 01/04/1972. ويقدر عدد سكانها بـ 58460 نسمة حسب تقدير مكتب الإحصاء الياباني لعام 2012. تبلغ مساحة أوغوري 45.5 كم2. بكثافة سكانية تبلغ 1285 نسمة/كم2.

## أعلام
- هيكارو ناوموتو
- كومي أراكي
- ميسا إجوشي